# Gunnar Sanne
Gunnar Teodor Sanne (i riksdagen kallad Sanne i Morlanda), född 5 oktober 1879 i Uddevalla församling, Göteborgs och Bohus län, död 8 december 1954 i Morlanda församling, Göteborgs och Bohus län, var en svensk godsägare och moderat riksdagspolitiker.
Gunnar Sanne var son till grosshandlaren och skeppsredaren Johan Sanne. Han avlade studentexamen i Vänersborg 1897, filosofie kandidat vid Uppsala universitet 1901 och agronom vid Alnarps lantbruksinstitut 1902. Han var 1903–1907 förvaltare och 1907–1910 arrendator av Morlanda säteri. Från 1910 ägde han säteriet. Sanne var 1910–1936 styrelseledamot i trävaru-, rederi- och kolfirman Sannes söners AB i Uddevalla. Han anlitades för viktiga uppdrag bland annat på jordbruksområdet. Sanne var ledamot av Göteborgs läns hushållningssällskaps förvaltningsutskott från 1915 och vice ordförande i sällskapet från 1938, var ordförande i Göteborgs läns skogsvårdsstyrelse 1920–1943 samt var styrelseledamot i Älvsborgs med flera läns hypoteksföreningar från 1926 och vice ordförande där från 1944. Därutöver tillhörde han landstinget 1916–1946 och var bland annat kyrkvärd och vice ordförande i kyrkofullmäktige i Morlanda församling, vars medeltidskyrka han som patronus restaurerade 1916. Sanne var 1922–1936 ledamot av Göteborgs stiftsnämnd och 1935–1937 ledamot av riksdagens första kammare från 1935 för Göteborgs och Bohus läns landstingsområdes valkrets invald av högern. Han invaldes i Lantbruksakademien 1934 och erhöll Göteborgs läns hushållningssällskaps stora guldmedalj 1939. Ha publicerade uppsatser i dags- och fackpress rörande kommunalpolitik, kommunikationer, meteorologi, folklore, länsfrågor med mera, skrev Göteborgs läns hushållningssällskaps historia för 1814–1914 (1917) och 1914–1939 (1943) samt utgav Om Morlanda egendom....
Gunnar Sanne är begravd på Morlanda gamla kyrkogård.